# Heinz Brendel
Heinz Brendel (ur. 16 stycznia 1915 we Frankfurcie, zm. 1 grudnia 1989) – niemiecki kierowca wyścigowy.

## Kariera
W swojej karierze wyścigowej Brendel poświęcił się startom w wyścigach Grand Prix. W 1936-1939 roku dołączył do Caraccioli, von Brauchitscha i Langa jako czwarty kierowca tzw "Srebrnych strzał". Do wyścigu o Grand Prix Niemiec zakwalifikował się na piątej pozycji. Wypadek uniemożliwił jednak zdobycie dobrego wyniku. W Grand Prix Szwajcarii pełnił jedynie funkcje kierowcy rezerwowego. W klasyfikacji generalnej sezonu 31 punktów dało mu trzydzieste miejsce. W tym samym roku, podczas jazdy treningowej na torze Nürburgring w samochodzie Niemca wybuchł pożar. Kierowca wyszedł jednak bez szwanku.
Po wojnie Brendel kontynuował karierę kierowcy wyścigowego. W 1952 roku zdobył tytuł mistrza Niemiec. Zakończył karierę w 1953, po ciężkim wypadku.